# Messier 73
Messier 73 (auch als NGC 6994 bezeichnet) ist eine +9,0 mag helle, zufällige Anordnung von Sternen, ein Sternmuster oder Asterismus, mit einer Winkelausdehnung von 2,8' im Sternbild Wassermann.
Lange Zeit war nicht geklärt, ob es sich bei Messier 73 um einen „richtigen“ offenen Sternhaufen handelt, also eine Gruppe von physikalisch gebundenen Sternen, oder nur um ein zufälliges Muster. Mittlerweile konnte durch Messung der Eigenbewegungen und Radialgeschwindigkeiten nachgewiesen werden, dass es sich bei Messier 73 weder um einen offenen Sternhaufen noch um den Überrest eines solchen handelt, sondern um eine zufällige Fluktuation der Sterndichte auf dieser Sichtlinie.